# Novîțke, Romnî
Novîțke (în ucraineană Новицьке) este un sat în comuna Andriașivka din raionul Romnî, regiunea Sumî, Ucraina.

## Demografie
Componența lingvistică a localității Novîțke
     Ucraineană (100%)
Conform recensământului din 2001, toată populația localității Novîțke era vorbitoare de ucraineană (100%).